# ウェスト・ハリウッド
ウェスト・ハリウッド（West Hollywood）は、アメリカ合衆国カリフォルニア州ロサンゼルス郡にある都市。人口は3万5757人（2020年）。周囲をロサンゼルス市に囲まれており、ハリウッドとビバリーヒルズの間にある。
伝統的に賃貸住宅の多い地区であり、厳しい家賃統制の確立を目指して1984年11月29日に設立された比較的新しい自治体である。2002年に行われた人口統計学的分析では人口の41%がゲイ男性もしくはバイセクシャル男性であった。

## 地理
ダウンタウン・ロサンゼルスの西16キロメートルに位置している。北側はハリウッド・ヒルズ地区（en:Hollywood Hills）に隣接し、東側はハリウッド地区に隣接している。南側はフェアファックス地区（en:Fairfax District, Los Angeles）、西側はビバリーヒルズ市にそれぞれ隣接している。
市域は小さいが、隣接都市との境界が複雑に入り組んでおり、市のロゴにもその形が表現されている。これは周辺の市域が次々と確定された時代に、ロサンゼルス郡域に含まれなかった残りの地域が寄せ集まったためである。
市域はほぼ全域が都市化され、サンセット大通りやサンタモニカ大通り（en:Santa Monica Boulevard）沿いにナイトライフの店やダイニングレストランが集積している。またパシフィックデザインセンター （en:Pacific Design Center）に近いロバートソン・ブールバードやメルローズ・アベニュー、ビバリー・ブールバードといったエリアにはアートやデザイン関連の店舗が集まっている。
幹線道路沿いにあるノルマ・トライアングルやウェスト・ハリウッド・ノース、ウェスト・ハリウッド・ウェスト、ウェスト・ハリウッド・イースト、ウェスト・ハリウッド・ハイツといった小さな地域に住宅地が集積されている。

## 歴史
ウェスト・ハリウッドに関する歴史的な記述の大半は、ポルトガル人の探検家フアン・ロドリゲス・カブリロがカリフォルニアに上陸し、ヨーロッパの植民地化が始まった1700年代後半に始まる。
フアン・カブリロの上陸に際してアメリカ先住民のトングヴァ族約5,000人がカヌーで出迎えたとされる。トングヴァ族は彼らの踊りや勇敢な性格で知られた狩猟採集民族であったが、ヨーロッパからの移民が持ち込んだ伝染病によって1771年頃には衰退してしまった。スペイン人は彼らを "Gabrielinos" と呼んでおり、この呼称の名残りはサンガブリエル伝道所などに見られる。
1780年にはスペイン人の自治地区 Pueblo de Los Angeles から西方向にある太平洋に繋がる道としてサンセット大通りが使われるようになる。この地域はその後数百年の間で多くの所有者の手を渡り、歴史上の記録では "La Brea" や "Plummer" といった名前で呼ばれていた。大部分の土地は Rancho La Brea と呼ばれた地区の一部として属し、最終的には Henry Hancock 一族の所有地となった。
19世紀末の十年間にかけて、後のウェスト・ハリウッドとなる街 "Sherman" の大規模土地開発が Moses Sherman とパートナー企業のロサンゼルス・パシフィック鉄道（インターアーバンの企業で、パシフィック電鉄の前身）によって開発される。
Sherman の街は鉄道の本店や車両基地、車庫が集積する地区となり、鉄道に従事する労働者階級の人々が移り住むようになる。この時代の同地区は法規制が緩く、禁酒法の時代にはアルコールの規制が及びにくい地区として知られるようになる。その後周辺の都市との合併計画が幾度も計画されるが実現せず、ロサンゼルス市域に編入されることがなく時代が経過した。
議論の後、1925年に Sherman は West Hollywoodに改名する。この名前は大規模開発が起こる前に愛称で使われていた  「West Hollywood Realty Board」を由来としている。
現在ウェスト・ハリウッドとなっている地域は、長年に渡りロサンゼルス市域と合併することはなかった。理由としては、ロサンゼルス市はギャンブルの規制がなされていたが、ロサンゼルス郡では逆に合法とされていた点にある。1920年代にはサンセット大通りに沿ってカジノやナイトクラブなどの急増がみられた。時に強引なロサンゼルス市警察からの法執行をこれらの店舗は免れることができた。また近隣の映画産業が成長するに従い、そこに従事する人々をターゲットにした独特な建築のアパートメントビルやホテルが建設された。
同地区と華麗なナイトクラブはその絶頂期を迎えた後、サンセット大通りやそこに建つレストラン、サロン、ナイトクラブは観光客を相手にした姿へと次第に変わり始めた。1960年代にはヒッピー文化の街に姿を変え、音楽産業が成長する。この時代にアメリカ全土から若者がウェスト・ハリウッドへと移り住むようになった。
近年のウェスト・ハリウッドへの移住としては、ソビエト連邦解体に伴うロシア系ユダヤ人の移住がある。1978年〜79年と1988年〜92年の2度大規模なロシア系ユダヤ人移住の波があり、5,000〜6,000人がこの地に移り住んだ。ニューヨークを除くと、ウェスト・ハリウッドはアメリカ全土に置いてロシア語だけを話す住民が最も多く集まる地区とされる。
1984年、ロサンゼルス郡が家賃統制の廃止を検討し始めた際、ウェスト・ハリウッドは賃借人が多く住むエリアであったため家賃の急激な高騰を招く恐れが出始め、ウェスト・ハリウッドの居住者は家賃統制維持の組織活動を始める。高齢者、ユダヤ人、ゲイを含む賃借人達はコミュニティを作り、CES (Community for Economic Survival) の支援を受けて、住民投票によってウェスト・ハリウッド市が成立した。このため、ウェスト・ハリウッド市はアメリカで最も家賃統制に厳しい都市となっている。

### 現在
ウェスト・ハリウッドは中間所得層向け地区（en:inclusionary zoning）として開発地域に指定されている。市内で開発会社が安価な住宅の供給を促進するために、同市は1986年に「Affordable Housing Trust Fund」（住宅供給基金）を設立している。
ウェスト・ハリウッドは全国で初めて緑の建築を義務づける条例を2007年10月に制定した 。これにより、新規の建築物はエネルギや資源の公立活用が求められることになった。
同地区の北側にあるハリウッド・ヒルズが自然の障害となり、大ハリウッド（en:Greater Hollywood）やサンフェルナンド・バレーから東方面またはロサンゼルス西地区へ向かう際は、ウェスト・ハリウッドを通過するルートを選ぶ車が多い。このため交通渋滞や公共交通機関や駐車場の拡充は同地区の重要課題でとされている。
サンタモニカ大通りやサンセット大通りは都市エリアを東西に結ぶ主要幹線道路であり、ローレル・キャニオン・ブールバードはハリウッド・ヒルズを抜けるショートカットとして有名な道路である。ロサンゼルス郡都市圏交通局の District 7 は600名の職員と260台のバスを抱え、サン・ヴィチェンテ・ブールバードとサンタモニカ・ブールバードの近くに拠点がある。
地下鉄レッドラインとパープルラインを、ウィルシェア・ブールバードに沿って接続する新線「ピンクライン」が検討されている。

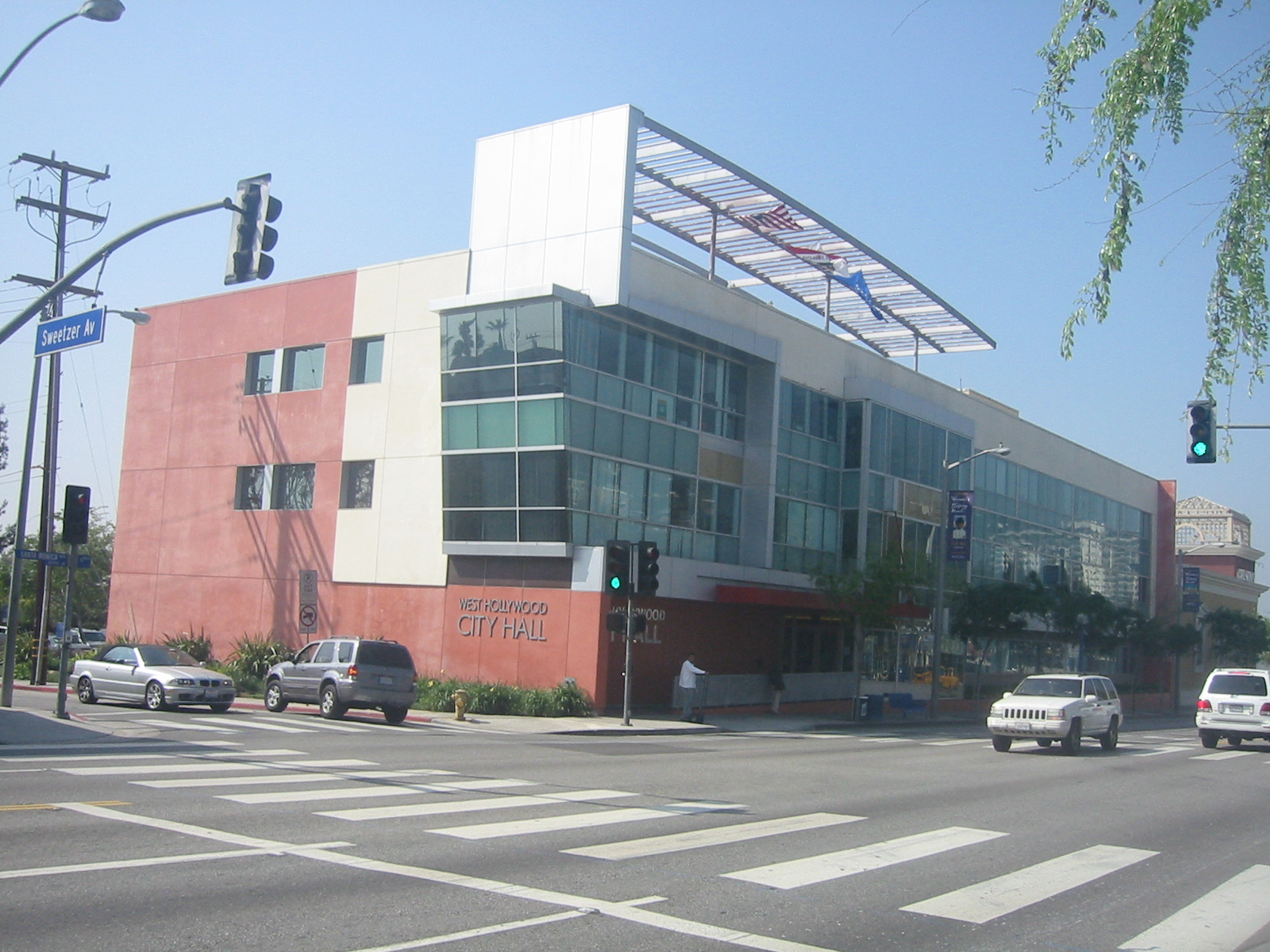
サンタモニカ・ブールバード沿いにあるウェスト・ハリウッド・シティホール

1985年に、ウェスト・ハリウッドは住民に対してドメスティックパートナーシップ（en:Domestic partnership）制度を同性間に取り入れた最初の市となり、また市職員による同性間のドメスティック・パートナーシップ制度にも優遇を適用している。この包括的な制度は、同性間のため結婚制度が認められていないカップルや異性間で結婚を選択しないカップルに対して認められている。この政策は市の管轄する制度やサービスの範囲において法的な婚姻と基本的に同一として扱われている。カリフォルニア州としても、同性間のカップルに対してドメスティップパートナーシップが同様に制度化されており、州レベルでも婚姻と同等の扱いが行われている。
条例によって職場における性的指向による差別が禁止されており、全国で最も厳しく適用されている。同市は性的指向やその表明を理由とした差別を禁じる法律がある全米92都市のうちの一つである。
同市の条例では他にも拳銃販売の禁止、公共の場所における喫煙の禁止、人権侵害が判明している国との（直接・間接を問わない）商取引の制限などが規定されている。ガス駆動のリーフブロワーを使用禁止しているカリフォルニア州内19都市のうちの一つでもある。
ウェスト・ハリウッドには約1,000頭の犬が1マイル四方の中に飼われている。市はペットを "companions" （コンパニオン）、飼い主を "guardians" （ガーディアン）と法律上で呼称し、猫の爪を除去する行為を違法とした最初の市でもある。
2011年には、ウェスト・ハリウッドは動物の毛皮を衣類としての販売を禁じたアメリカ国内で最初の市となった。

## ランドマークと著名な場所

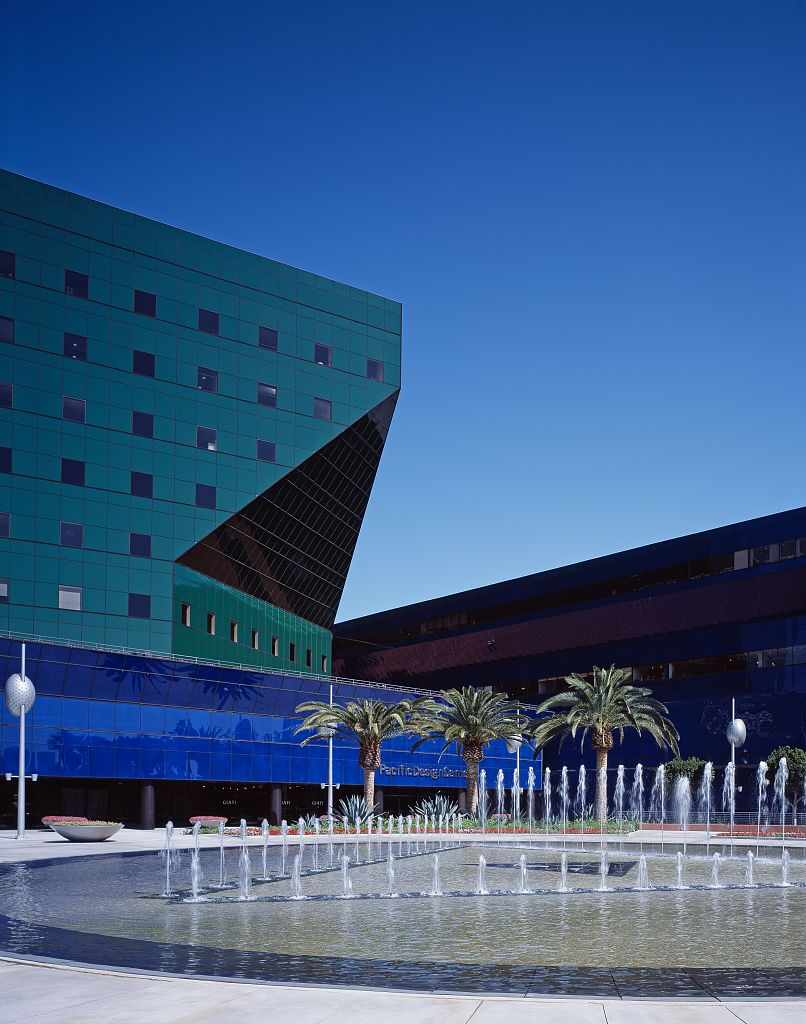
パシフィック・デザインセンターは　 "Blue Whale" （青いクジラ）の愛称で呼ばれている。

アルタ・ローマ・ロードには Sunset Marquis Hotel があり、著名な45人収容のウィスキーバーや多くのヒット曲を生んだレコーディングスタジオがある。またアルタ・ローマ・ロードは映画『Perfect』の主要なロケーションの一つである。1970年代には俳優サル・ミネオが同地に居住しており、アルタ・ローマ・ロードとホロウェイ・ドライブの角にあったミネオの車庫で彼は殺害された。
フェアファックス・アヴェニューとドエニー・ドライブに囲まれたメルローズ・アヴェニューの西側は、最新のファッションを揃えるブティックやインテリアデザインショップ、レストラン、アンティークショップが集まるエリアとして知られる。メルローズ・アベニューの西端の近くには高級家具を揃えるパシフィック・デザインセンター（en:Pacific Design Center）がある。
ファウンテン・アヴェニューやハーパー・アベニュー、ヘイブンハースト・ドライブのあるエリアは、1920年代のスペイン・コロニア風建築やアール・デコ住宅が集まる地域で、建築家 Leland Bryant の手がけた建物などがある。この歴史的な地域は、多くの著名人が住宅を構え、サンセット・ストリップにあるサンセット・タワーにはフランク・シナトラやエロール・フリン、ジョン・ウェイン、ハワード・ヒューズ、Gabor sisters、などがかつて住んでいた。
ウェスト・ハリウッドにある著名な商業施設や観光地には、以下のものがある。
- サンセット・ストリップ
- Chateau Marmont Hotel、Andaz West Hollywood、Chamberlain West Hollywood Hotel、Mondrian Hotel、Standard Hotel などのホテル郡
- 建築家ルドルフ・シンドラーの手がけたシンドラー自邸
- 建築家 Charles Luckman による 9200 Sunset
- ウィスキー・ア・ゴーゴー、House of Blues、The Troubadour、Roxy Theatre、ザ・ヴァイパー・ルーム などのライブハウス
- マイケル・ジャクソンが『スリラー』と『バッド』を収録したウエストレイク・レコーディング・スタジオ
- 著名人が訪れるSoho House、Formosa Cafe、Whisky Bar、Rainbow Bar and Grill、Palm Restaurant: West Hollywood[21]、Dan Tana's、The Abbey Food & Bar、Villa Nightclub などのレストラン
- サミュエル・ゴールドウィン・スタジオ、Smashbox Studios、TMZ on TV などの映画、テレビおよび音楽制作会社
- Plummer Park[22] をはじめとした公園群
- Comedy Store
- Sierra Towers はロサンゼルス地域で最も高い建築物。

## 経済

### 大規模雇用企業
同市の2009年版年次会計報告書による同市内の大口雇用企業は以下となった。
| #  | 企業名                       | 従業員数 |
| -- | ---------------------------- | -------- |
| 1  | チケットマスター             | 1,300    |
| 2  | ターゲット・コーポレーション | 411      |
| 3  | Mondrian Hotel               | 400      |
| 4  | The London West Hollywood    | 230      |
| 5  | House of Blues               | 230      |
| 6  | Dailey & Associates          | 209      |
| 7  | ウェスト・ハリウッド市       | 205      |
| 8  | Standard Hotel               | 189      |
| 9  | Gordon Ramsay at the London  | 340      |
| 10 | Hyatt West Hollywood Hotel   | 170      |
| 11 | Best Western Sunset Plaza    | 125      |
| 12 | La Parc Suite Hotel          | 105      |
| 13 | Sunset Tower                 | 100      |
| 14 | Key Club                     | 100      |
| 15 | Suissa Miller                | 100      |
| 16 | Saddle Ranch Chop House      | 100      |

## イベント
毎年10月31日に『The West Hollywood Halloween Carnival』が同地で開催されている。ハロウィンのストリート・パーティーとしては全米で最も規模が大きく、サンタモニカ・ブールバードの約1マイル（1.6 km）で行われている。2007年開催時には約35万人が訪れたとされる。
『Christopher Street West 』は1970年に初開催されたハリウッド地域のゲイプライド・パレード。ストーンウォールの反乱から一年を記念して行われたのが発祥。後年にウェスト・ハリウッドへ開催地を移し、毎年6月第２週末に開催されている。
『The Oscars』は市内で開催される大規模なアカデミー賞のパーティ。毎年市内の主要道路がこの日は封鎖される。
フロントランナーズ LGBT Pride Run はプライド・パレード開催日の日曜朝に行われるランニング大会。 5 kmまたは10 km を走破する。
ウェスト・ハリウッド市は Animal walk（アニマルウォーク）と Pet appreciation days （ペット感謝の日）のスポンサーを毎年行っている。ハロウィンの前週にウェスト・ハリウッド・パークにてコスチュームコンテストが行われている。ウェスト・ハリウッドは、ハイキングやトレッキング、ドッグパークなどで知られるラニヨン・キャニオン・パークにほど近い。

## 著名人との関わり
エルトン・ジョン・エイズ基金主催のアカデミー賞パーティーはパシフィック・アカデミー・センターで開催されている。数百万ドルが基金にもたらされる。
著名人を追いかけるパパラッチの問題は常に発生しており、近隣で同様の問題を抱えるビバリーヒルズやロサンゼルスなどと会合がもたれている。Thirty Mile Zone と呼ばれる市域の南側数ブロックの各種スタジオが集まる地域がその中心地となっている。

### 著名人に関連した出来事
1982年、ジョン・ベルーシは市内の Chateau Marmont Hotel で薬物の過剰摂取により死亡した。その夜、Cathy Smith など仕事関係者と分かれた後にロビン・ウィリアムズとロバート・デ・ニーロにそれぞれ会っていた。同地では同様の出来事が幾つか発生しており、1930年代の映画関係者は「何か問題に巻き込まれそうな時は、Chateau Marmont でやれ」と語っていたとされる。
1961年にはコメディアンの レニー・ブルース が The Troubadour のステージ上の行為で猥褻行為による罰金を科された。1989年にはクリスチャン・スレーターがウェスト・ハリウッドにて飲酒運転で警官とのカーチェイスを行い、最終的に電柱に激突して逮捕される出来事があった。
俳優のリヴァー・フェニックスは、1993年のハロウィンの朝に the Viper Room にて薬物の過剰摂取により亡くなった。このクラブは同年に開店し、俳優のジョニー・デップが2004年までオーナーであった。
2006年11月に俳優のマイケル・リチャーズが Laugh Factory のステージにて人種差別発言を行い、問題となった。

## 騒動・論争
バー Barney's Beanery の店内に1940年代から掲示されていた『FAGOTS – STAY OUT』（ホモは出て行け）の標識は地元住民から攻撃的と受け止められ、1964年には雑誌「ライフ」にて取り上げられた。オーナーは1968年に死去し、1970年2月にゲイ解放戦線は同店に 押し掛け、標識を取り外させた。その後14年の間に掲示物は再掲示/取り下げを繰り返していたが、1984年12月に市の投票の結果、掲示が認められなくなった。当時の市長 Valerie Terrigno とゲイ団体の活動家が Barney's に出向き、掲示物は撤去された。掲示物は活動家 Morris Kight が長年保管してきたが、現在は ONE National Gay & Lesbian Archives  が保管している。
2008年アメリカ合衆国大統領選挙の際に、住民がハロウィンのディスプレイとしてサラ・ペイリンのマネキンを軒先から吊るす出来事があった。この住宅には他にもジョン・マケインの人形が煙突の煙に燻されており近隣宅からヘイトクライムとの訴えがあったが、ロサンゼルス郡保安官事務所は法律違反が無いと判断した出来事があった。
2006年3月、合衆国移民・関税執行局とアメリカ合衆国シークレットサービスの捜査官がウェスト・ハリウッドの住宅から偽の連邦準備券1億ドル分を押収する事件があった。
2006年に市議会は医療大麻に関する決議を4対0で通過させ、大麻の取締法よりも弱い規制の適用を南カリフォルニアで最初に取り入れた。修正では「成人の個人的な範囲において非医療用大麻の所持や使用を市の施策や法規制の範囲としない」とするものであった。

## 政治

### 市政
ウェスト・ハリウッドはゲイの議員が市議会の多数派となった最初の都市である。 John Heilman は議員として最も長く、1984年から在籍している。
ウェスト・ハリウッドは全米でゲイフレンドリーな都市の一つとして知られ、結婚を男女間に限る議案第8号（en:Proposition 8）はロサンゼルス州内で最も多くの反対が寄せられ、約86%が反対票を投じた。

### 選出議員
カリフォルニア州議会において、ウェスト・ハリウッドは上院第23議員選挙区にあたり、民主党所属の Fran Pavley が議員に選ばれている。下院第42議員選挙区からは民主党所属の Mike Feuer が選出されている。ウェスト・ハリウッドはカリフォルニア第30議員選挙区にあたり、民主党/共和党の支持を表すクック党派投票指数では D +20 となっており、民主党の Henry Waxmanが選出されている。

### 公衆衛生と安全保障
ロサンゼルス郡保安局がウェスト・ハリウッド・シェリフズ・ステーションを開設している。
ロサンゼルス郡消防局のBattalion 1 に所属の Station #7（the battalion headquarters）とStation #8（864 North San Vicente Boulevard）がウェスト・ハリウッド市の消防を管轄している。
ロサンゼルス郡衛生局がハリウッドに Hollywood-Wilshire Health Center を開設し、ウェスト・ハリウッドはその担当エリアとなっている。

### 社会奉仕
ウェスト・ハリウッドに住むゲイ男性は人口のおおよそ41%を数え、1980年代初頭に始まるHIV/AIDSの感染爆発により人口減少が発生した。エイズ対策団体の AIDS Healthcare Foundation は移動式のHIV/STD検査車両を市内で賑わうナイトクラブの外に停めて金曜・土曜の夜と日曜午後にアウトリーチ活動を行っている。このアウトリーチはHIV感染のリスクが最も高い若年層をターゲットに行われている。Project Angel Food は市の資金援助を受けて栄養士が個人別の栄養管理を行ったランチとディナーを数百件単位で提供している。AIDS Project Los Angeles（APLA）はAIDS対策や擁護の団体として、患者が享受可能な社会保障についてのアドバイスを行っている。APLAは歯科、心療科、調剤の無償サービスも提供している。Aid for AIDS は経済的支援を行う団体で、患者の住居や公共料金、調剤費用のサポートを行っている。また同市は患者の再就労に協力する企業に対して助成も行っている。または市は賃貸物件に暮らすHIV/AIDS患者について、大家との契約に関わらず2匹までのペットを飼育する許可を与えている。
ウェスト・ハリウッドはアメリカ合衆国農務省と地元学校とパートナーシップを結び、児童の成長を支援するプログラムに助成を行っている。「Healthy Start West Hollywood」と名付けられたプログラムでは、未就園児から高校生までの児童を対象に野菜園の確保やヨガ指導を通じて栄養状態の向上を行っている。
高齢者向けの社会サービスとして、ウェスト・ハリウッドはデイケア、ルームメイトの紹介サービス、栄養食の支援などを行っている。West Hollywood Senior Center ではレクリエーションプログラム、外出支援や社会参加支援のカウンセリングやケースマネージメントを行っている。
また市では保険の状態が充分でない住民の健康支援として、LA Free Clinic や Los Angeles Gay and Lesbian Center に対する資金援助を行っている。住民は前述2箇所において、無償の医療支援、歯科治療、メンタルヘルス支援などが受けられる。
West Hollywood's Women's Advisory Board は女性住民に対して性犯罪の予防やナイトクラブでの安全確保の方法、レイプ被害にあった際の対応方法など記載したガイドを発行している。

## 教育

### 小中学校

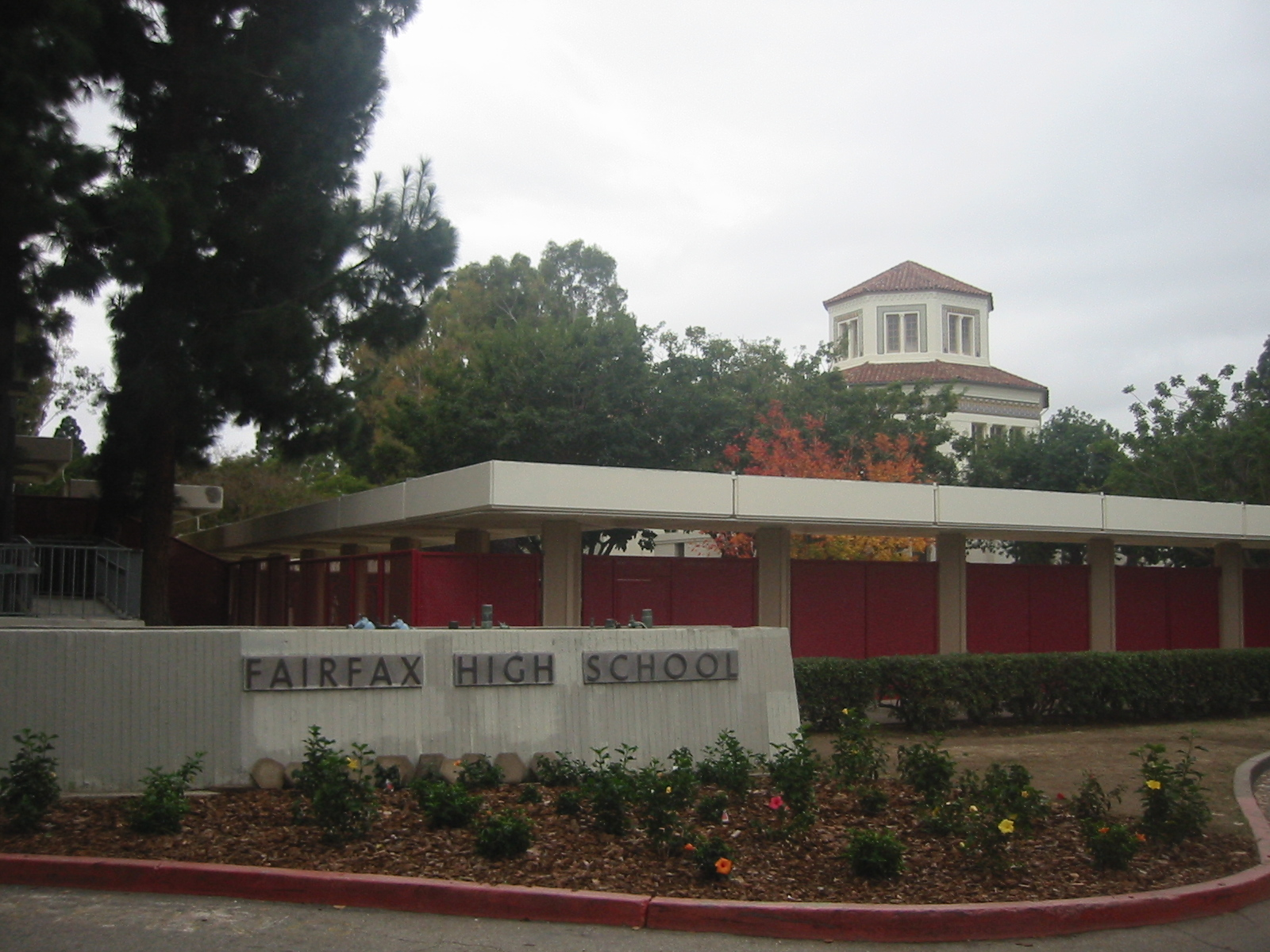
フェアファックス・ハイスクール

ウェスト・ハリウッドはカリフォルニアの公立学校システムロサンゼルス統一学区に所属し、学区はBoard District 4に当たる。
ウェスト・ハリウッド内の小学校は以下
- West Hollywood Elementary School[49] K-6
- Rosewood Avenue Elementary School[50] K-6
- Laurel Elementary School[51] K-7
- Melrose Elementary School[52] K-5
- Gardner Street Elementary School[53] K-6

(一部地域はローズウッドとウェスト・ハリウッドで重複している)
ウェスト・ハリウッドの大部分は Bancroft Middle School の学区に属し、一部は John Burroughs Middle School の学区に当たる。Pacific Hills School やロシア語話者のための Dvorsky College Preparatory など、私学校やオルターナティブ・スクールがいくつか存在している。
ウェスト・ハリウッド全域が Fairfax High School の学区内にあたり、一部の地域は Hollywood High School とも重複している。

### 公立図書館
ロサンゼルス郡公立図書館がノース・サン・ヴィチェンテ・ブールバード 625番地にウェスト・ハリウッド図書館を運営している。
2011年9月初旬まで、同図書館は同じ通りの715番地にあり、建築家 Edward H. Fickett がデザインしたビルを使用していた。9月6日にウェスト・ハリウッド市は建物の取り壊しを決定したが、Fickett の妻を含めた一部市民からの反対運動が起こっている。
現在の図書館は2011年10月1日に正式開館した。建築家 Steve Johnson と James Favaro がデザインした建物は、ロサンゼルスタイムズに「…とても素晴らしき功績」と評されるなど、好意的なレビューが寄せられている。図書館と隣接する駐車場の躯体は、 Shepard Fairey や Kenny Scharf、Marquis Lewis (aka Retna) らの壁画で彩られ、室内装飾は Fairey と David Wiseman によりデザインされた。

## 人口

### 2010年
2010年アメリカ合衆国国勢調査では、ウェスト・ハリウッドの人口が34,399人との結果が出た。人口密度は18,225.6 人/mi² (7,036.9人/km²)であった。人種構成は、ヨーロッパ系アメリカ人:28,979人 (84.2%)、アフリカ系アメリカ人:1,115人 (3.2%)、ネイティブ・アメリカン:103人 (0.3%)、アジア系アメリカ人:1,874人 (5.4%)、ミクロネシア系アメリカ人:34人 (0.1%)、その他:1,049人 (3.0%) であった。ヒスパニック系アメリカ人とラテン系アメリカ人は3,613 persons (10.5%) であった。
住民の34,290人 (99.7%) が世帯に属し、109人 (0.3%) が集団生活者、施設収容者は0人 (0%) であった。
世帯数22,511軒のうち、1,141軒 (5.1%) に18際未満の児童がおり、3,060軒 (13.6%) は異性間の婚姻カップルであった。852軒 (3.8%) はパートナーシップを解消した女性単身世帯で、 431軒 (1.9%) はパートナーシップを解消した男性単身世帯であった。 1,094軒 (4.9%) は異性間の非婚姻関係にある世帯で、1,321軒 (5.9%) は同性間の婚姻世帯またはパートナーシップ制度適用世帯であった。13,434世帯 (59.7%) は単身世帯で、2,606 (11.6%) 世帯は65歳以上の単身世帯であった。一世帯当りの人数は1.52人であった。4,343家族世帯 (19.3%) の構成人数は2.42人であった。
18歳未満の人口は1,578人 (4.6%)、18歳〜24歳は1,578人 (4.6%)、25歳〜44歳は16,228人 (47.2%)、45歳から64歳は9,061人 (26.3%)、65歳以上は5,125人 (14.9%)で、年齢中央値は40.4歳であった。男女の構成比は 男性128.4：女性100、18歳以上に限ると 男性129.9：女性100 であった。
24,588軒の住宅があり、1マイル四方 (5,029.9/km²)あたりの住宅数は13,027.4軒。4,976軒 (22.1%) は自己所有、17,535軒 (77.9%) は賃貸であった。販売住戸の空き率は3.6%、賃貸住戸の空き率は5.9%であった。7,874人 (22.9%) が自己または家族所有の住宅に居住、26,416人 (76.8%)  が賃貸住宅に居住していた。

### 2000年
2000年アメリカ合衆国国勢調査では住民数35,716人、世帯数23,120軒、家族数5,202世帯との結果が出た。人口密度は18,992.7人/mi²  (7,335.1人/km²) であった。住宅数は24,110軒で、1マイル四方当たり12,821.0軒 (4,951.6軒/km²) で、全米で最も過密な都市であった。人種構成は、ヨーロッパ系アメリカ人:86.4% 、アフリカ系アメリカ人: 6.4%、アジア系アメリカ人: 3.8%、ネイティブアメリカン: 0.4%、ミクロネシア系アメリカ人:0.1%、その他:2.9%であった。ヒスパニック系アメリカ人とラテン系アメリカ人は8.8%であった。
世帯数23,120軒のうち、5.8%に18際未満の児童がおり、16.4%は異性間の婚姻カップルであった。4.4%はパートナーシップを解消した女性単身世帯で、 77.5%非家族世帯であった。60.5%は単身世帯で、12.0%は65歳以上の単身世帯であった。1世帯当りの人数は1.53人であった。家族世帯の人数平均は2.50人であった。
週末の市内滞在者は近隣からの買物・飲食客や娯楽客の増加で78,000人にのぼった。
世帯辺りの収入の中央値は$38,914で、家族世帯は$41,463であった。男性の中央値は$45,598で、女性は$35,750であった。人口1人当たりの収入は$38,302。7.3%の家族と人口の11.5%が貧困線以下となり、18歳未満では10.0%、65歳以上では10.5%が含まれている。
市内にはカリフォルニア州内でロシア語を話す住民が多く、5歳以上の住民5,912人 (16.8%) が家庭内ではロシア語を使用しているとされる。

## 関連書籍
- Kenney, Moira (2001). Mapping Gay L.A.: The Intersection of Place and Politics. Temple University Press. ISBN 1-56639-884-3.
- Teal, Donn (1971, reissued 1995). The Gay Militants: How Gay Liberation Began in America, 1969–1971. New York, St. Martin's Press. ISBN 0-312-11279-3 (1995 edition).